# 新西爾卡 (舍佩蒂夫卡區)
50°15′18″N 26°30′15″E / 50.25500°N 26.50417°E
新西爾卡（烏克蘭語：Новосілка）是烏克蘭西部的村莊，由赫梅利尼茨基州舍佩蒂夫卡區的普盧日內市鎮負責管轄。該村始建於1763年，面積0.14平方公里，海拔高度206米，2001年人口12，人口密度每平方公里83.9人。